# Filippo Leutenegger
Pour les articles homonymes, voir Leutenegger.
Filippo Leutenegger, né le 25 novembre 1952 à Rome (originaire de Thundorf), est un journaliste et une personnalité politique suisse, membre du Parti libéral-radical (PLR). Il est député du canton de Zurich au Conseil national de décembre 2003 à mai 2014, puis membre de l'exécutif de la ville de Zurich. Il est aussi connu pour avoir créé et présenté l'émission de débat politique Arena.

## Biographie
Filippo Leutenegger naît le 25 novembre 1952 à Rome. Il est originaire de Thundorf, dans le canton de Thurgovie.
Après avoir passé son enfance à Rome, où son père travaille au sein de l'Organisation des Nations unies, il retourne en Suisse où il suit ses études dans les écoles religieuses de Disentis et d'Altdorf[réf. nécessaire], puis à l'Université de Zurich, où il obtient une licence en économie en 1980 après y avoir également étudié le droit.
Il est engagé la même année au Credit Suisse Group de Zurich[réf. nécessaire], puis rejoint en 1981 rejoint la Schweizer Fernsehen comme rédacteur économique ; de 1984 à 1989, il est correspondant pour la télévision suisse allemande au Tessin et en Italie[réf. nécessaire].
En 1993, il est nommé rédacteur en chef pour les émissions de débat et fonde l'émission politique Arena[réf. nécessaire]. En 1998, il devient rédacteur en chef de la télévision suisse allemande avant de quitter la télévision en 2002 à la suite de divergences de point de vue avec le directeur de l'entreprise[réf. nécessaire]. Il rejoint alors l'entreprise Jean Frey AG comme directeur avec la tâche d'assainir ses finances. C'est chose faite en 2006, lorsque l'entreprise est vendue avec profit au groupe Axel Springer Verlag[réf. nécessaire].
Il a le grade d'officier spécialiste à l'armée.
Il est père de cinq enfants.

### Parcours politique
Il se lance en politique en 2002 en se faisant élire comme représentant du canton de Zurich au Conseil national le 19 octobre 2003, sous les couleurs du PLR. Il est réélu en 2007 et 2011.
Il est élu le 9 février 2014 à l'exécutif de la ville de Zurich (Stadtrat). en huitième position pour neuf places, permettant à son parti d'y retrouver un deuxième siège au détriment des Verts. Il y prend le 9 avril 2014 la tête du département des travaux et de la voirie (Tiefbau- und Entsorgungsdepartement), notamment responsable des transports,,. Lors de sa campagne, il avait annoncé qu'il entendait redonner plus d'espace aux voitures en ville et combattre la suppression des places de stationnement.
Il se représente en 2018 pour un deuxième mandat et brigue parallèlement la mairie. Il est réélu en septième position le 4 mars, mais échoue largement (27 000 contre 53 000 voix) à remporter la mairie contre Corine Mauch. À la suite de cette élection, il doit céder son département pour reprendre celui des écoles et du sport,.